# Neuilly-sur-Marne
Neuilly-sur-Marne ist eine französische Stadt mit 38.799 Einwohnern (Stand 1. Januar 2022) im Département Seine-Saint-Denis in der Region Île-de-France. Die Stadt liegt östlich von Paris, ca. 90 m über dem Meeresspiegel am nördlichen Ufer der Marne. Ihre Einwohner werden Nocéens genannt.

## Sehenswürdigkeiten
Ein archäologischer Fundort weist darauf hin, dass dieser Ort vor 8500 Jahren besiedelt war. An einem Seitenarm der Marne zu Tage gefördert wurden Gebeine, Werkzeuge und Waffen. Die Besichtigung ist nach Vereinbarung mit dem Bürgermeisteramt möglich.

## Baudenkmäler
Siehe: Liste der Monuments historiques in Neuilly-sur-Marne